# Tierra de Wilczek
La Tierra de Wilczek (en ruso: Земля Вильчека Zemlya Vil'cheka) es una gran isla situada en el archipiélago ártico de Tierra de Francisco José, en aguas del océano Ártico.
Administrativamente, pertenece al óblast de Arcángel, Federación de Rusia.

## Geografía
La tierra de Wilczek es la segunda isla mayor del archipiélago, y está casi completamente cubierta por glaciares, a excepción de dos estrechos a lo largo de sus costas occidentales. El cabo Ganza es el punto más occidental de la isla y el punto más alto tiene 606 m. 
La isla se encuentra en la parte suroccidental del archipiélago, entre las siguientes islas:
- al oeste, la isla Graham Bell, a unos 5,7 km, separadas por el estrecho de Morgan;
- al norte, la isla La Roncière, a unos 8,7 km;
- al este, la isla Isla Wiener Neustadt, a unos 11,5 km; la isla Komsomolskiye, una isla más pequeña, a unos 8,5 km; la isla Hall, a unos 10 km, separadas por el estrecho de los austriacos.

### Islas adyacentes
La costa de la isla está bordeada por varias islas e islotes ribereños, siendo los principales: 
- Isla Klagenfurt, una pequeña isla localizada a unos 9 km de la costa, frente a la bahía de la costa meridional. Esta isla debe su nombre a Klagenfurt (en esloveno, Celovec), la capital de Carintia.

- Islotes Gorbunova, dos pequeños islotes localizados a menos de 1 km de la costa, frente a uno de los cabos del tramo central de la costa oriental (80°34′N 62°01′E / 80.567, 62.017), llamados así en honor al naturalista ruso Grigori Petrovich Gorbunov (1894-1938).

- Un grupo de cuatro islotes situados a 1,5 km de la costa, frente al cabo más meridional de la isla, llamados (de NE a SW):

- Islote Derevianni
- Islote Davis, nombrada en honor del navegante de la Antártida John King Davis.
- Islote Mak-Nulta
- Islote Tilo, nombrada en honor del cartógrafo ucraniano Oleksi Tilo (1839-1900). Esta isla no debe confundirse con la isla Tilo del mar de Kara.

## Historia
La Tierra de Wilczek fue descubierta y nombrada por la Expedición austrohúngara al Polo Norte, que descubrió el archipiélago de la Tierra de Francisco José, en reconocimiento a Johann Nepomuk, conde de Wilczek, el más importante patrocinador de la expedición.
Esta isla no debe confundirse con la pequeña isla Wilczek, localizada al suroeste de la isla Salm, también en el archipiélago Tierra de Francisco José y que también fue nombrada en honor de la misma persona.
El cabo Heller (80°46′N 59°36′E / 80.767, 59.600) fue el sitio de invernada de dos miembros de la Expedición Welle de 1899, mientras esperaban el regreso del equipo que atacó el Polo.